# Arrondissement Colmar-Ribeauvillé
Colmar-Ribeauvillé is een arrondissement van het Franse departement Haut-Rhin in de regio Grand Est. Het arrondissement is op 1 januari 2015 ontstaan door de samenvoeging van het voormalige arrondissement Ribeauvillé met het arrondissement Colmar. De onderprefectuur is Colmar.

## Kantons
Het arrondissement is samengesteld uit de volgende kantons:
- Kanton Colmar-1
- Kanton Colmar-2
- Kanton Ensisheim (deels)
- Kanton Sainte-Marie-aux-Mines
- Kanton Wintzenheim